# Dallina septigera
Dallina septigera är en armfotingsart som först beskrevs av Sven Lovén 1846.
Dallina septigera ingår i släktet Dallina och familjen Dallinidae. Arten har ej påträffats i Sverige. Inga underarter finns listade i Catalogue of Life.